# Máchův památník
Máchův památník byl postaven v roce 1936 k 100. výročí úmrtí Karla Hynka Máchy. Nachází se v lesích nedaleko Olomučan (okres Blansko) a patří mezi objekty vybudované v Lesnickém Slavíně profesorem Josefem Opletalem z vlastního nákladu. Je vybudován z betonu, vápencových kamenů a mramorových desek. Na svých třech stranách jsou úryvky z Máje. Čtvrtá strana je celá věnována Máchovi s jeho podobiznou. Vrcholová deska je kulatá, vprostřed s betonovou polokoulí. V jednom místě památníku je vsazen dřevěný sloup. Bezprostřední okolí památníku je osázeno exotickými dřevinami, dále se zde nachází sluneční hodiny i rozcestník a lavička se stolem. Od památníku je krásný výhled do údolí Svitavy k Brnu a při dobré viditelnosti uvidíte až k Děvínu a Pavlovským vrchům nad Novomlýnskou nádrží (cca 50 km) a dál do Rakouska. Na opačné straně k Hořicím nad Blanskem. Směrem na východ je vidět oblast kolem Lipůvky. Pod památníkem se nachází bývalý lom, jeho dno bylo srovnáno a zatravněno, zbylá tmavá vápencová skála je vysoká kolem 10 metrů.